# Quercyrail
 (décembre 2021).
Si vous disposez d'ouvrages ou d'articles de référence ou si vous connaissez des sites web de qualité traitant du thème abordé ici, merci de compléter l'article en donnant les références utiles à sa vérifiabilité et en les liant à la section « Notes et références ».
Quercyrail est une association française basée à Cajarc, dans le département du Lot, qui a géré le musée touristique de chemin de fer anciens de 1993 à 2003. Le nom est composé des termes Quercy, nom historique de la région de Cahors, et rail (rail, au sens large « chemin de fer ») réunis. Outre de nombreux bénévoles, l'association comptait également plusieurs salariés permanents.

## Histoire
L'association est fondée en 1984 sous le nom de « Regiorail ». L'objectif est de maintenir en service la pittoresque ligne ferroviaire Cahors - Capdenac le long du Lot, sur laquelle les circulations voyageurs régulières de la SNCF sont supprimées à la fin de l'année 1980, et qui n'est plus utilisée que par des trains de marchandises. Le 17 juin 1985, l'association organise la première visite avec un ensemble d'autocars loués à la SNCF. Une unité multiple diesel de la série X 2800 avec une remorque autorail XR-6000, le tour est effectué via Capdenac, Rocamadour et Brive-la-Gaillarde à Cahors.
Les revenus des premières manifestations permettent à l'association d'acquérir sa propre locomotive en novembre 1985. Le choix s'est porté sur le modèle X 2425 de la série X 2400 et la remorque Decauville XR 8232. Suivi en 1986 par l'acquisition de la rame automotrice RGP2 X 2709. Avec leur acquisition, il n'était plus nécessaire de louer des véhicules à la SNCF.

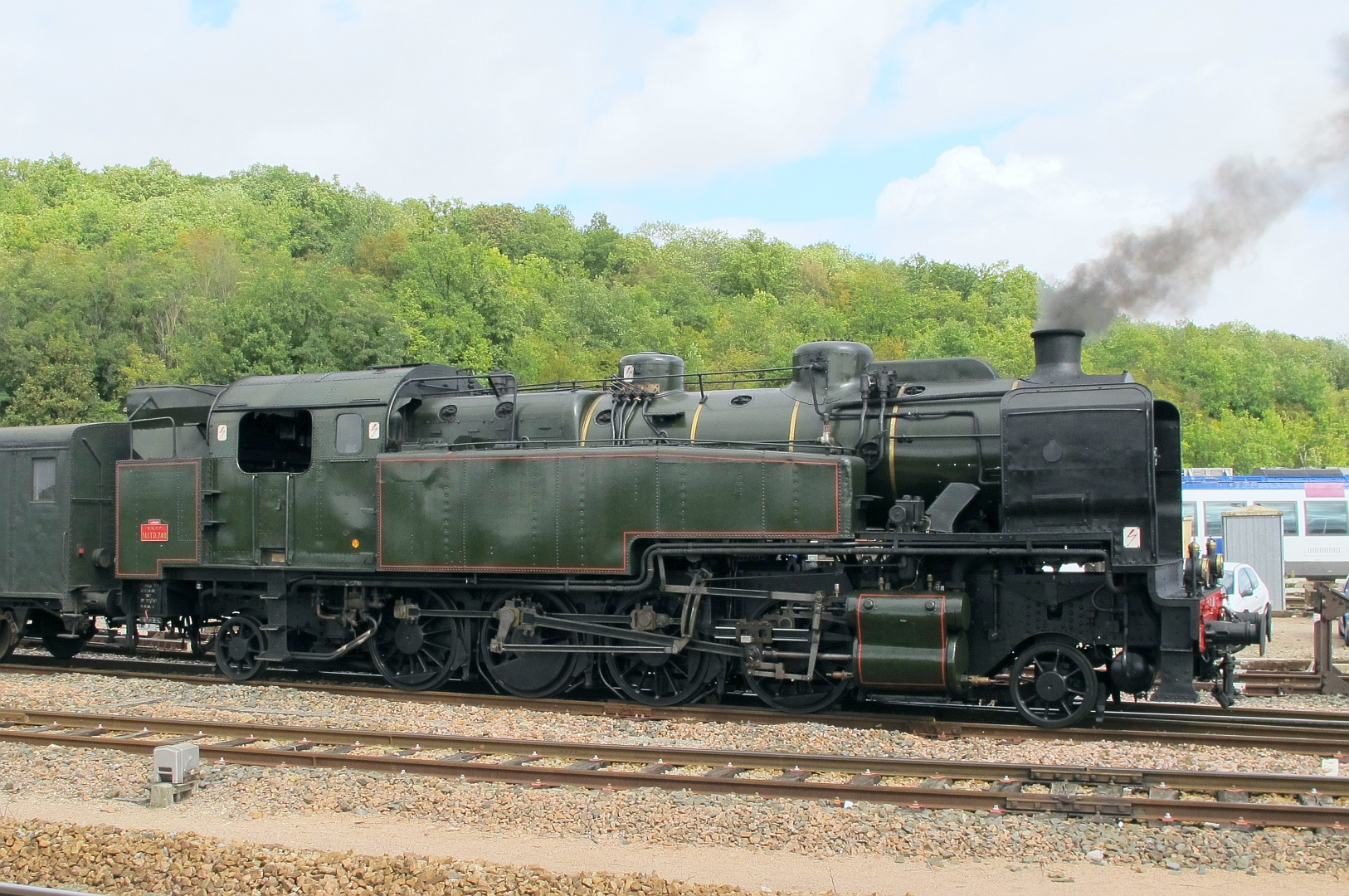
Locomotive à vapeur 141 TD 740

Le 14 juillet 1986, un train à vapeur avec une locomotive 141 TD 740 du Limousin, circule sur la ligne Cahors – Capdenac. Des voyages similaires ont été effectués annuellement jusqu'en 2003 le jour de la fête nationale française. En 1989, la SNCF arrête le trafic de fret sur l'itinéraire. En 1990, l'association fait arrêter le démantèlement des installations, qui avait déjà commencé.
Début 1990, les écluses du Lot, hors service depuis 1926, sont réparées afin de pouvoir proposer un trafic touristique avec des pénichettes sur le fleuve. Après de longues négociations, le ministère des transports autorise l'association en 1992 à exploiter des trains-musées sur la ligne ferroviaire parallèle. En 1993, il conclut un accord avec la SNCF et les conseils départementaux du Lot et de l'Aveyron. La ligne est confiée aux deux services qui, à leur tour, confie à Quercyrail sa maintenance et son exploitation. Les gares de Cahors et Capdenac sont autorisées à être approchées par les trains-musée de l'association, l'entretien des barrières et des signaux lumineux aux passages à niveau reste géré par la SNCF. Cela créé le plus long chemin de fer musée du pays. Après des travaux de réparation effectués par des bénévoles, le trafic touristique reprend entre Cahors et Cajarc en mai 1993. En plus des voyages en train, des voyages combinés train/bateau ainsi que des randonnées, des séjours touristiques et gastronomiques liés aux voyages en train sont proposés.

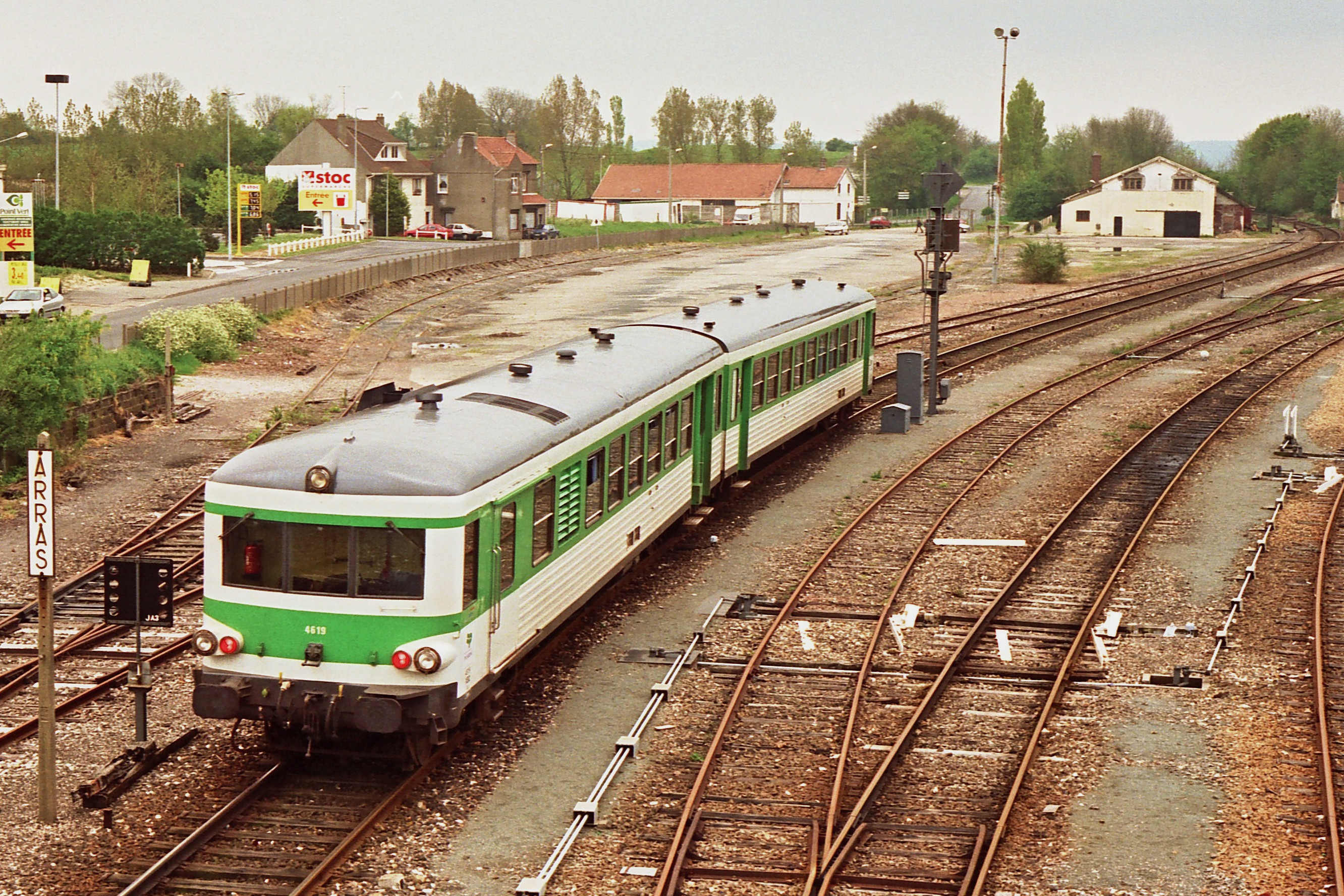
X 4519 repeint, non modernisé de type "Caravelle" par Quercyrail à Étaples-le-Touquet (2000)

Entre mai et octobre 1993, 47 trains ont circulé sur l'itinéraire ; trois ans plus tard, 120 trains transportent 10 000 passagers. En 2003, environ 15 000 passagers sont transportées. En 1997, un autre autorail diesel, l'"Caravelle" X 4511 est acheté, il s’avère plus adapté au trafic touristique en raison des grandes fenêtres. 
Suivi du X 4519, du "Picasso" X 3825 peu de temps après, d'un petit locotracteur, deux draisines et plusieurs wagons de marchandises.

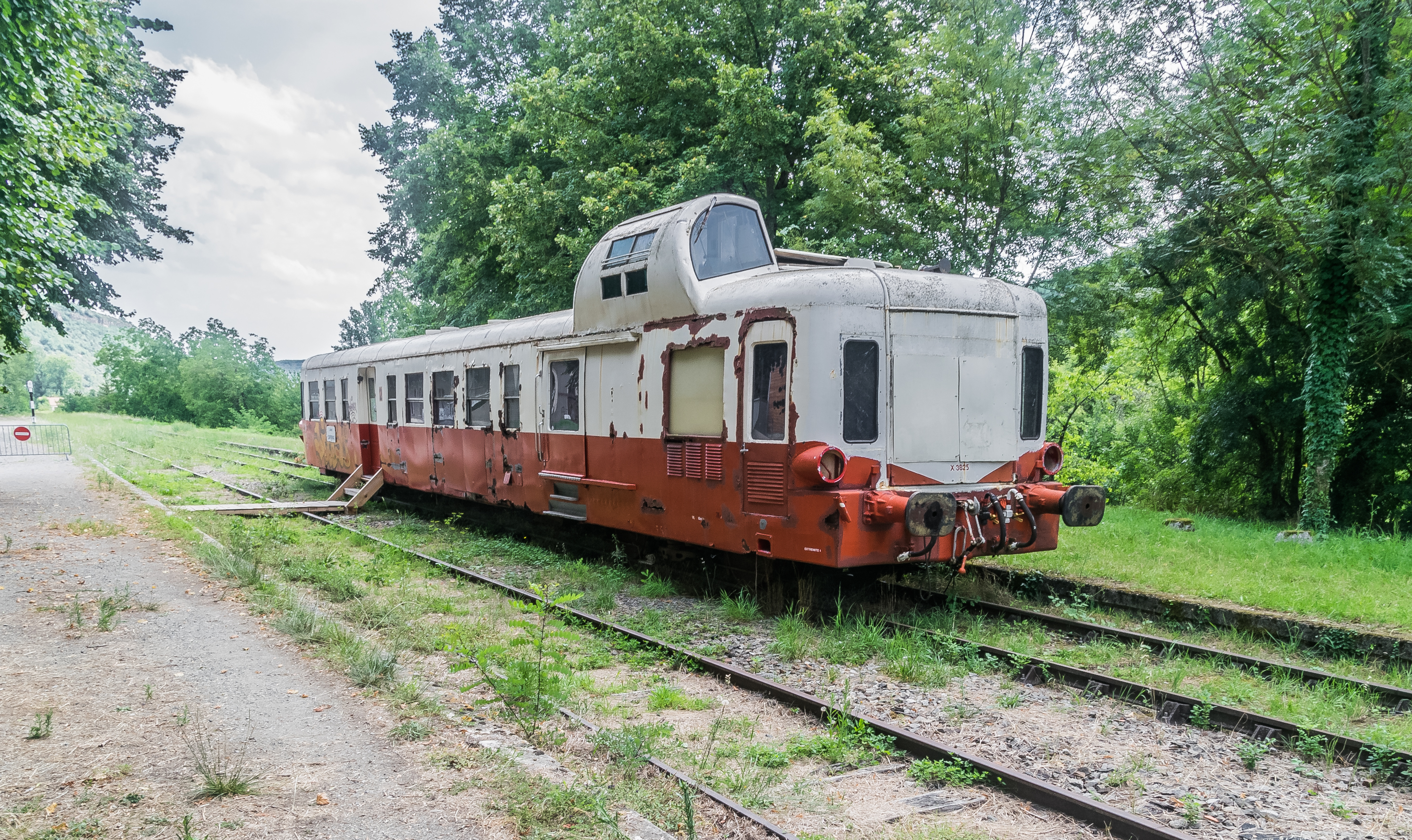
"Picasso" X 3825 à Cajarc (2017)

En 1997, le Truffadou, deuxième musée touristique ferroviaire, est construit dans le Quercy. Cette année-là, la ligne Cahors – Capdenac est transférée à la société d'infrastructure Réseau ferré de France (RFF), tandis que le contrôle technique reste à la SNCF. Au printemps 2002, lors de la construction de l'autoroute A20 sur le Lot, l'itinéraire de fret est utilisé pour le transport de parties du pont. Les responsables de la société d'exploitation de l'autoroutes du Sud de la France (ASF) utilisent à plusieurs reprises les véhicules de Quercyrail pour inspecter le chantier, difficilement accessible par la route.
Le 28 décembre 2003, Quercyrail effectue pour la dernière fois la liaison Cahors-Capdenac. Afin d'obtenir l'autorisation d'exploitation pour 2004, la SNCF a demandé le remplacement préalable de 1 000 traverses, mais les coûts estimés à environ 100 000 euros dépassent les moyens financiers de l'association. Depuis, l'itinéraire n'est plus utilisé par les trains. Le 9 juin 2011, il est fermé par RFF et désormais partiellement démantelé.
L'association essaie de préserver le tronçon Cajarc – Saint-Cirq-Lapopie long d'environ 16 km, la végétation est régulièrement enlevée par des bénévoles. En 2018, Quercyrail tente de reprendre l'exploitation ferroviaire avec de nouveaux véhicules légers et cherchait des partenaires pour le financer. En 2019, des négociations ont lieu avec l'administration municipale de Cajarc concernant l'utilisation du hangar à locomotives. L'autorail « Picasso » du club est à rénover.